# قهوة منخفضة الكافيين
قهوة منخفضة الكافيين (بالإنجليزية: Low caffeine coffee)‏ هو مصطلح يستخدمه منتجو القهوة لوصف القهوة التي لم تخضع لعملية نزع الكافيين، ولكنها تحتوي على نسبة كافيين أقل بكثير من تلك التي في القهوة العادية. تختلف عينات القهوة بشكل كبير في مستويات الكافيين بسبب وجود العديد من العوامل، بعضها موثقة جيداً -مثل علم الوراثة- والبعض الآخر غير مفهوم تمامًا، مثل تأثير التربة ومستويات المياه وضوء الشمس. عادةً ما يتم تصنيع القهوة منخفضة الكافيين عن طريق قياس مستويات الكافيين في أنواع مختلفة من الحبوب واختيار أفضل نكهة من الكميات الأقل بشكل طبيعي في الكافيين.

## نزع الكافيين
يمكن أن يؤدي التخلص من الكافيين -للقهوة المنزوعة الكافيين- إلى انخفاض حاد في المذاق الطبيعي لحبوب القهوة.
أثناء عملية نزع الكافيين، يستخدم أكبر منتجي القهوة في العالم مجموعة متنوعة من الطرق لإزالة الكافيين من القهوة ، غالبًا عن طريق التلاعب الكيميائي واستخدام المكونات الكيميائية الضارة المحتملة ، مثل كلوريد الميثيلين أو أسيتات الإيثيل.
وهذا النزع يعتمد على نقع الحبوب في الحمام الذي هو عبارة عن قهوة محضرة بشكل أساسي من حبوب خضراء غير محمصة. يتغلغل الكافيين في ذلك الحمام بمعدل أعلى سريع.

## مخاطر الكافيين
يمكن أن يُسَبِّب الكافيين تسمم بالكافيين إذا ما تم تناوله بكميات كبيرة، وخاصة لفترات زمنية طويلة. عادة ما يجمع التسمم بالكافيين بين الإدمان او الاعتماد على الكافيين ومجموعة واسعة من الحالات الجسدية والعقلية بما في ذلك سرعة العصبية، والتهيج، والقلق، والارتعاش، وارتعاش العضلات (فرط المنعكسات) ، والأرق، والصداع، والقلاء التنفسي، وخفقان القلب. علاوةً على ذلك، لأن الكافيين يزيد من إنتاج حمض المعدة، فإن الاستهلاك العالي بمرور الوقت قد يؤدي إلى القرحة الهضمية، والتهاب المريء التآكلي، والارتجاع المعدي المريئي.
هناك أربعة اضطرابات نفسية يسببها الكافيين معترف بها في الدليل التشخيصي والإحصائي للاضطرابات النفسية ، الإصدار الرابع: تسمم بالكافيين ، واضطراب القلق الناجم عن الكافيين، واضطراب النوم الناجم عن الكافيين ، والاضطراب المرتبط بالكافيين غير المحدد (NOS)
هناك -أيضًا- مخاطر مرتبطة باستهلاك الكافيين أثناء الحمل - حيث أظهرت الدراسات أن أكثر من 200 ملغ من الكافيين يوميًا يمكن أن تؤدي إلى الإجهاض.

## تواجد القهوة منخفضة الكافيين في الطبيعة

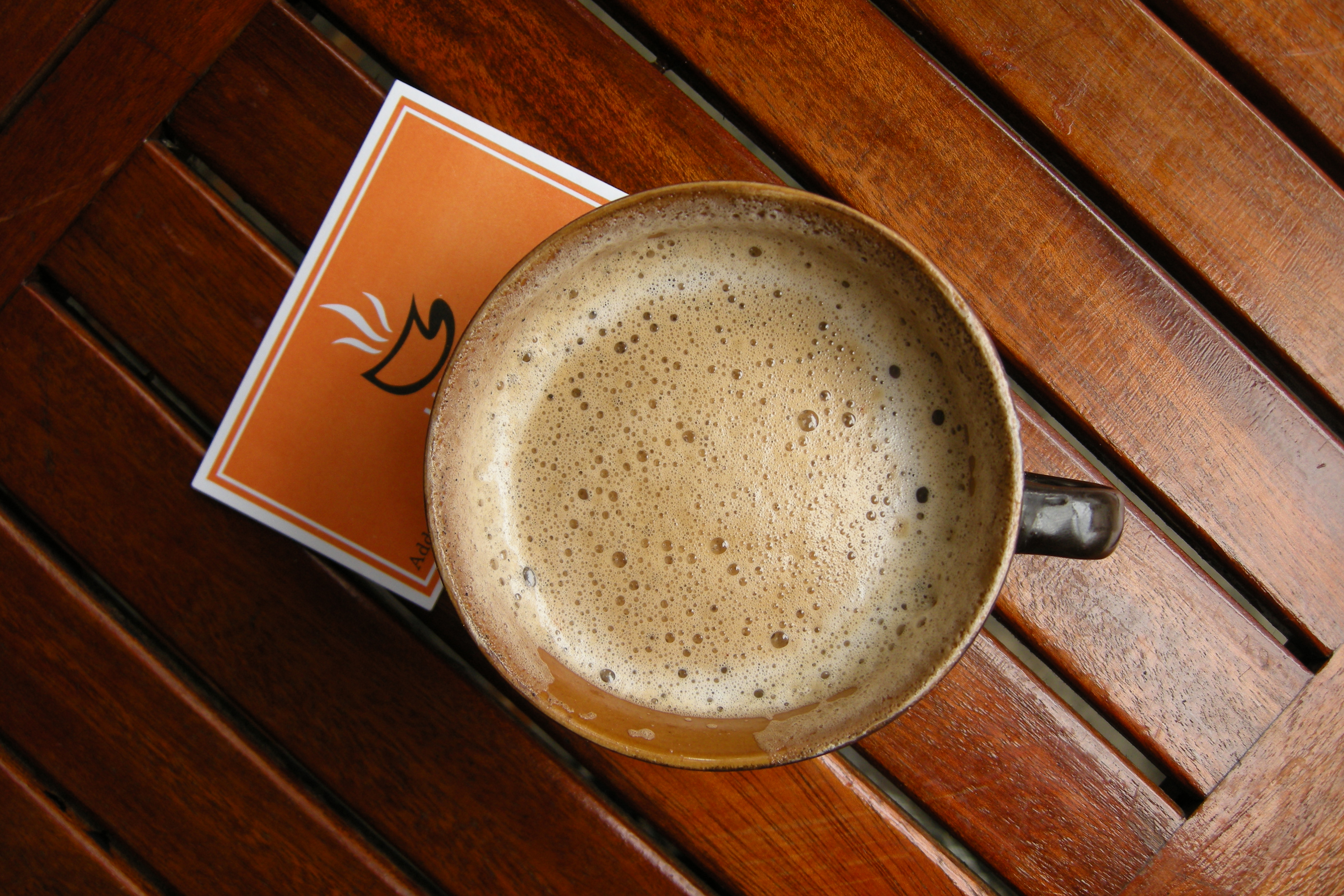
فنجان قهوة فيتنامية منخفضة الكافيين في هانوي بالفيتنام

القهوة العربية (المعروفة ب"قهوة أرابيكا") هي واحدة من أكثر أنواع القهوة شيوعًا الموجودة في السوق اليوم ويمكن الوصول شراؤها على نطاق واسع. ومع ذلك، فإن نسبة صغيرة فقط من مستهلكي القهوة يعرفون أن هذا النوع من القهوة يحتوي على نسبة كافيين أقل بشكل طبيعي من معظم أنواع القهوة الشائعة الأخرى. نظرًا لأن القهوة العربية تحتوي على نسبة كافيين أقل بحوالي 40-50% تقريبًا من القهوة الأخرى، فإنه يمكن للشخص العادي أن يستهلك بأمان فنجانين من القهوة غير منزوعة الكافيين بنفس تأثير تناول كوب واحد من مجموعة متنوعة.

## روابط خارجية
- ما مقدار الكافيين في القهوة منزوعة الكافيين؟